# یواس‌اس هیوستون (سی‌ای-۳۰)
یواس‌اس هیوستون (سی‌ای-۳۰) (به انگلیسی: USS Houston (CA-30)) یک کشتی بود. این کشتی در سال ۱۹۲۹ ساخته شد.